# Amandinha
Amanda Lyssa d'Oliveira Crisostomo, plus connue sous le nom d'Amandinha et née à Fortaleza le 5 septembre 1994, est une joueuse de futsal brésilienne. Elle joue au poste d'ailier dans l'équipe Leoas da Serra en première division de futsal féminin du Brésil.
Elle est récompensée du titre de meilleure joueuse de futsal du monde aux Prix FutsalPlanet pendant sept années consécutives, de 2014 à 2020, ce qui constitue un record,,.

## Biographie

### En club
À partir de 2011, elle s'engage dans le club de sa ville natale, le Barateiro Futsal, où elle remporte deux Coupe Libertadores,. En 2017, elle est transférée au club Leoas da Serra avec qui elle remporte à nouveau la Coupe Libertadores en 2018 et 2019.

### En sélection nationale
Elle est championne du monde avec la sélection du Brésil à trois occasions, lors des éditions de  2013, 2014, 2015, et remporte deux fois la Copa América, en 2017 et 2019.

## Palmarès et distinctions
- Championne du monde : 3

2013, 2014 et 2015
- Copa América de futsal : 2

2017, 2019
- Coupe Intercontinentale de futsal : 1

2019
- Copa Libertadores de futsal : 3

2015, 2016 et 2018
- Meilleur joueuse du monde au Prix FutsalPlanet : 7

2014, 2015, 2016, 2017, 2018, 2019 et 2020.